# Ardisia solanacea
Ardisia solanacea Roxb. – gatunek roślin z rodziny pierwiosnkowatych (Primulaceae). Występuje naturalnie w Indiach (wliczając Andamany i Nikobary), na Sri Lance, w Nepalu, zachodnich Himalajach, Bangladeszu, Chinach (w południowo-zachodniej części Kuangsi południowym Junnanie), Wietnamie oraz Malezji. 

## Morfologia

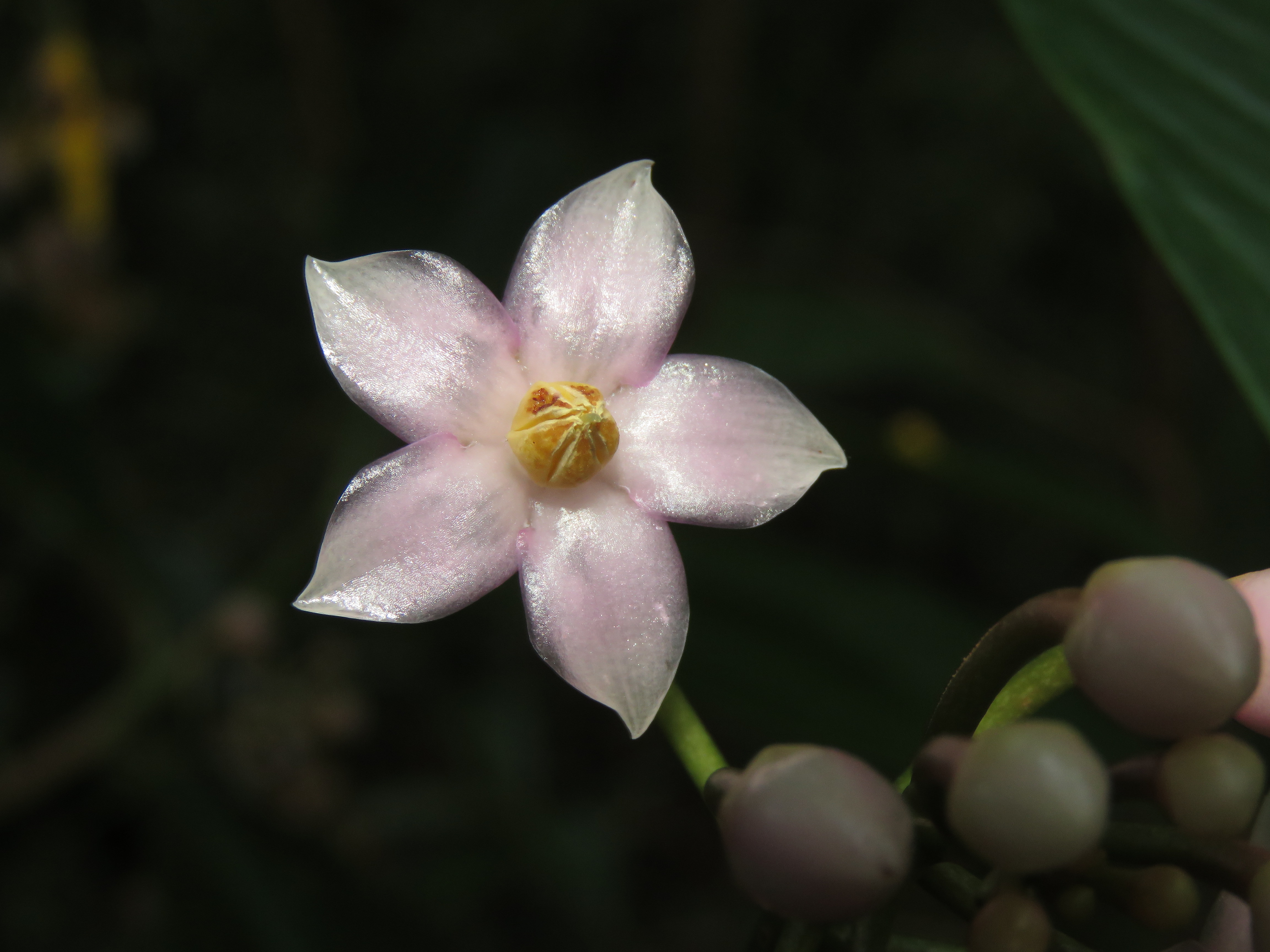
Pojedynczy kwiat

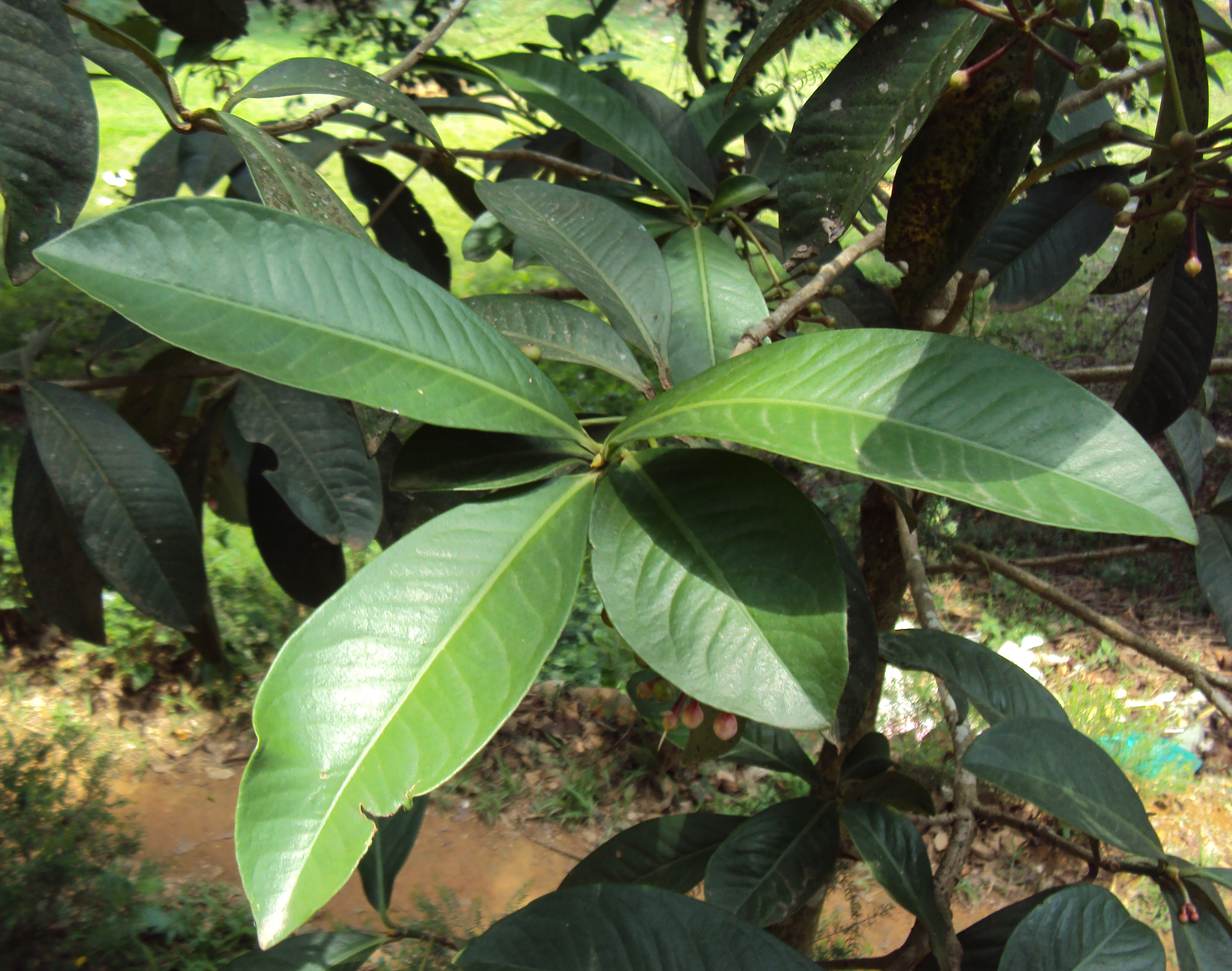
Liście

PokrójZimozielone drzewo lub krzew dorastający do 6 m wysokości.
LiścieBlaszka liściowa ma eliptyczny lub lancetowaty kształt. Mierzy 12–20 cm długości oraz 4–7 cm szerokości, jest całobrzega, ma zbiegającą po ogonku lub klinową nasadę i ostry wierzchołek. Ogonek liściowy jest nagi i ma 5–10 mm długości.
KwiatyZebrane w gronach lub baldachogronach o długości 3–8 cm, wyrastających z kątów pędów. Mają działki kielicha o owalnym kształcie i dorastające do 3 mm długości. Płatki są owalne i mają różową barwę oraz 9 mm długości.
OwocPestkowce mierzące 7-9 mm średnicy, o kulistym kształcie.

## Biologia i ekologia
Rośnie w lasach i zaroślach. Występuje na wysokości do 1600 m n.p.m.

## Zmienność
W obrębie tego gatunku wyróżniono jedną odmianę:
- A. solanacea var. parviflora (Talbot) Punekar & Lakshmin.